# Ётунхейм
Ётунхейм, Йотунхейм (то есть земля Ётунов; др.-сканд. Jötunheimr) в германо-скандинавской мифологии — один из девяти миров, земля, населённая великанами-ётунами.
По легендам был сотворён асами к востоку от Мидгарда для Бергельмира и его потомков. От Асгарда Ётунхейм отделяет река Ивинг (др.-сканд. Élivágar). Ётунхеймом правит король Трим. Основное поселение Ётунхейма — Утгард. Также упоминаются расположенные там Железный лес и Каменные горы. В Ётунхейме расположены Гастропнир — дом Менглад и Тримхейм — дом Тьяцци.
Часто посещался асами. В сагах упоминается неоднократные путешествия Тора и Локи по Ётунхейму, в том числе и в Утгард.
Стихия этого мира — Земля. Часть Ётунов жила в Каменных горах; считалось, что голова и сердце их были каменными. В Ётунхейме есть место — Железный лес, место обитания ведьм (ночных наездниц), женщин-троллей. Из Ётунхейма пришли норны. С их приходом закончился на земле золотой век и поделилось время на прошлое, настоящее и будущее. Появились рождение и смерть.
Стриннгольм указывал на то, что Ётунхейм лежит на север от Двины до Ледовитого океана и к востоку от Ботнического залива до Уральских гор. Впоследствии после установления более тесных отношений между скандинавами и жителями Руси, Волжской Булгарии и Биармии Ётунхейм был перенесён в сказаниях за Уральские горы.

## Скандинавская мифология
Упоминание Ётунхейма в древне-скандинавских сагах
- Старшая Эдда. Прорицание вёльвы (др.-сканд. Völuspa) - прямого упоминания нет, а описываются ётуны
- Старшая Эдда. Песнь о Трюме (др.-сканд. Þrymskviða) - Тор отправляется в Ётунхейм за своим украденным молотом
- Младшая Эдда. Ослепление Гюльви (др.-сканд. Gylfaginning) - упоминается земля Ётунхейм, где живут инеистые великаны и горные великаны, также указывается что Утгардский Локи (др.-сканд. Utgard-Loki) жил в Ётунхейме